# Modello autoregressivo vettoriale
In econometria, un modello autoregressivo vettoriale (conosciuto anche come VAR o, in inglese, Vector Autoregression) è un sistema di equazioni simultanee nella forma:
{\displaystyle \ \mathbf {Y} _{t}=\mathbf {c} +\Phi (L)\mathbf {Y} _{t-1}+\varepsilon _{t}=\mathbf {c} +\Phi _{1}\mathbf {Y} _{t-1}+\cdots +\Phi _{p}\mathbf {Y} _{t-p}+\varepsilon _{t}}
dove, per un VAR(p), {\displaystyle \ \Phi (L)=\sum _{i=0}^{p-1}\Phi _{i}L^{i}} è un polinomio matriciale di ordine {\displaystyle p} nell'operatore ritardo {\displaystyle \ L} (ossia, l'operatore tale che {\displaystyle \ L^{i}\mathbf {Y} _{t}=\mathbf {Y} _{t-i}}); {\displaystyle \ \mathbf {Y} _{t}} è un vettore di variabili nella forma:
{\displaystyle \ \mathbf {Y} _{t}={\begin{bmatrix}y_{1t}\\\vdots \\y_{nt}\end{bmatrix}}}
e {\displaystyle \ \varepsilon _{t}} è un vettore conforme di disturbi stocastici tali che {\displaystyle \ {\textrm {E}}(\varepsilon _{t})=\mathbf {0} } e {\displaystyle \ {\textrm {E}}\left(\varepsilon _{it}^{2}\right)=\sigma _{i}^{2}}, {\displaystyle i=1,\ldots ,n}. Si osservi che gli elementi del vettore {\displaystyle \ \varepsilon _{t}} non sono necessariamente incorrelati, ossia in generale {\displaystyle \ {\textrm {E}}\left(\varepsilon _{it}\varepsilon _{jt}\right)=\sigma _{ij}\neq 0} per elementi di {\displaystyle \ \varepsilon } indicizzati da {\displaystyle \ i,j}, con {\displaystyle \ j\neq i}; per contro, per ipotesi nessuna delle componenti del vettore {\displaystyle \ \varepsilon } esibisce correlazione seriale, ossia {\displaystyle \ {\textrm {E}}\left(\varepsilon _{it}\varepsilon _{i\tau }\right)=0}, per ogni {\displaystyle i}, per ogni {\displaystyle \tau \neq t}.
I modelli VAR sono stati introdotti da Christopher Sims in uno storico articolo pubblicato su Econometrica nel 1980, che proponeva una critica dei modelli strutturali di equazioni simultanee, allora il principale strumento di analisi econometrica nell'ambito della macroeconomia. In particolare, i modelli VAR risultano nel complesso più semplici rispetto ai modelli strutturali, e la loro performance in termini di capacità previsiva di variabili macroeconomiche appare migliore. Per contro, un evidente limite dei modelli VAR è che, a differenza del caso dei modelli strutturali, un'espressione come quella sopra (detta forma ridotta) non è in generale giustificabile dal punto di vista teorico.

## Rappresentazioni
La rappresentazione di un modello VAR(p) presentata sopra è nota come forma ridotta. Esistono due ulteriori rappresentazioni, la forma strutturale e la forma finale.
La forma strutturale di un modello VAR(p) è una scrittura del tipo:
{\displaystyle \ A_{0}\mathbf {Y} _{t}=\mathbf {m} +A(L)\mathbf {Y} _{t-1}+u_{t}}
dove {\displaystyle \ \mathbf {m} } è in generale diverso dal vettore di costanti della forma ridotta {\displaystyle \ \mathbf {c} }, {\displaystyle A_{0}} identifica le relazioni strutturali (cioè aventi una giustificazione teorica) contemporanee tra le diverse componenti di {\displaystyle \mathbf {Y} _{t}}, e il vettore dei disturbi {\displaystyle \ u_{t}} è un rumore bianco, e in particolare ha componenti tra loro incorrelate: {\displaystyle \ {\textrm {E}}[u_{it}u_{jt}]=0} per {\displaystyle \ j\neq i}. Non sempre le relazioni strutturali incorporate nella matrice {\displaystyle A_{0}} sono note; questa difficoltà si riflette nei problemi relativi all'identificazione del modello VAR, nonché nel calcolo delle funzioni di risposta a un impulso (in inglese impulse response functions). In generale, inoltre, la teoria non specifica le relazioni strutturali implicite nel polinomio matriciale {\displaystyle A(L)} al secondo membro dell'espressione sopra; questo problema ha tuttavia una minore rilevanza.
Chiaramente è possibile passare dalla forma strutturale alla forma ridotta, premoltiplicando per l'inversa della matrice {\displaystyle A_{0}}:
{\displaystyle \ \mathbf {Y} _{t}=A_{0}^{-1}\mathbf {m} +A_{0}^{-1}A(L)\mathbf {Y} _{t-1}+A_{0}^{-1}u_{t}=\mathbf {c} +\Phi (L)\mathbf {Y} _{t-1}+\varepsilon _{t}}
L'espressione sopra può essere riscritta come:
{\displaystyle \ \left(I-\Phi (L)L\right)\mathbf {Y} _{t}=\mathbf {c} +A_{0}^{-1}u_{t}}
Da cui si ottiene la forma finale del modello VAR(p), o rappresentazione di Wold:
{\displaystyle \ \mathbf {Y} _{t}=\left(I-\Phi (L)L\right)^{-1}\mathbf {c} +\left(I-\Phi (L)L\right)^{-1}A_{0}^{-1}u_{t}=\mathbf {\mu } +\Psi (L)u_{t}}
dove {\displaystyle \ \Psi (L)} è un polinomio matriciale nell'operatore {\displaystyle \ L} di ordine infinito, e {\displaystyle \mu } è il valore atteso non condizionato di {\displaystyle \mathbf {Y} _{t}}. In altre parole, il VAR(p), processo vettoriale autoregressivo di ordine finito, è equivalente a un processo in media mobile di ordine infinito.

## Stima dei coefficienti della forma ridotta e inferenza
Il modello VAR(p) in forma ridotta può scriversi come:
{\displaystyle \ y_{1t}=c_{1}+\varphi _{11}^{(1)}y_{1t-1}+\cdots +\varphi _{1p}^{(p)}y_{nt-p}+\varepsilon _{1t}}
{\displaystyle \ \vdots }
{\displaystyle \ y_{nt}=c_{n}+\varphi _{n1}^{(1)}y_{1t-1}+\cdots +\varphi _{np}^{(p)}y_{nt-p}+\varepsilon _{nt}}
Osservando che al secondo membro di ogni equazione figurano le stesse variabili, il VAR(p) risulta equivalente a un modello SURE (dall'inglese Seemingly Unrelated Regression Equations), i cui coefficienti possono essere stimati considerando ogni equazione come una regressione lineare standard, indipendentemente dalle altre. 
In particolare, gli stimatori OLS ottenuti con il metodo dei minimi quadrati/massima verosimiglianza risultano consistenti; le consuete statistiche t sui coefficienti di regressione, nonché le statistiche F per l'esistenza di regressione, possono essere utilizzate. Si osservi che questo è possibile soltanto se non si impone alcuna restrizione al modello (ossia, non si sa in partenza che uno o più dei coefficienti {\displaystyle \ \varphi _{ij}^{(k)}} sono nulli, così da assicurare la presenza delle stesse variabili al secondo membro di ogni equazione).

## Companion formeimpulse response functions
L'espressione per la forma ridotta di un modello VAR(p) può essere riscritta, accorpando p espressioni vettoriali, nella seguente forma, nota con termine inglese come companion form:
{\displaystyle \ {\begin{bmatrix}\mathbf {Y} _{t}\\\mathbf {Y} _{t-1}\\\vdots \\\mathbf {Y} _{t-p+1}\\\end{bmatrix}}={\begin{bmatrix}\mathbf {c} \\\mathbf {0} \\\vdots \\\mathbf {0} \end{bmatrix}}+{\begin{bmatrix}\Phi _{1}&\Phi _{2}&\cdots &\Phi _{p-1}&\Phi _{p}\\I&\mathbf {0} &\cdots &\mathbf {0} &\mathbf {0} \\\mathbf {0} &I&\cdots &\mathbf {0} &\mathbf {0} \\\vdots &\vdots &\ddots &\vdots &\vdots \\\mathbf {0} &\mathbf {0} &\cdots &I&\mathbf {0} \end{bmatrix}}{\begin{bmatrix}\mathbf {Y} _{t-1}\\\mathbf {Y} _{t-2}\\\vdots \\\mathbf {Y} _{t-p}\\\end{bmatrix}}+{\begin{bmatrix}A_{0}^{-1}u_{t}\\\mathbf {0} \\\vdots \\\mathbf {0} \end{bmatrix}}}
dove {\displaystyle \ I} denota la matrice identità. Si adotti ora per la companion form la notazione:
{\displaystyle \ \mathbf {Z} _{t}=\lambda +\mathbf {F} \mathbf {Z} _{t-1}+\xi _{t}}
dove {\displaystyle {\textrm {E}}[\xi _{t}]=\mathbf {0} }, ed essendo {\displaystyle \xi =[\xi _{1}',\ldots ,\xi _{T}']'}, si ha: {\displaystyle {\textrm {E}}[\xi \xi ']=\Sigma \otimes I_{T}}, dove {\displaystyle \Sigma } è la matrice varianze-covarianze dei disturbi {\displaystyle \varepsilon } e {\displaystyle \otimes } denota il prodotto di Kronecker. In questo modo è possibile trattare le (complicate) espressioni di un VAR di arbitrario ordine p come un'espressione di ordine 1, sulla base della companion form.

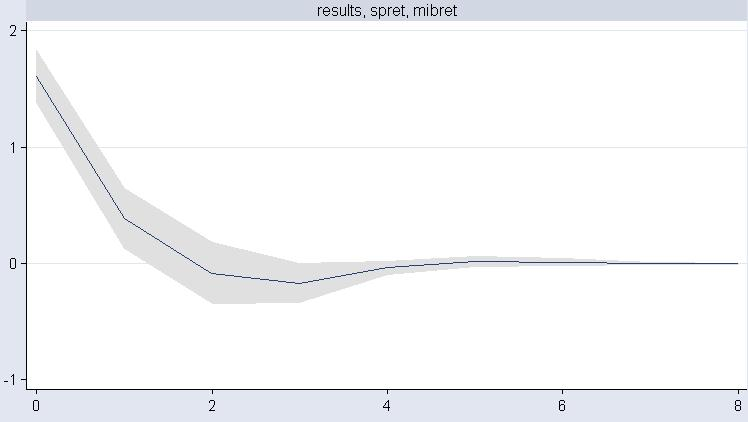
Illustrazione di una tipica impulse response function; si tratta della risposta del rendimento dell'indice azionario MIB30 a un impulso di una deviazione standard nel rendimento dell'indice azionario S&P500; dati relativi al periodo 2003-2004, su base settimanale; l'area in grigio rappresenta una banda di confidenza del 95%. Il modello è un VAR(2), sulle variabili S&P500, MIB30, e l'indice azionario FTSE.

Si consideri ora il problema di determinare l'effetto nel tempo di uno shock strutturale, ossia uno shock proveniente da uno dei disturbi strutturali {\displaystyle u_{t}}, sulle variabili del sistema; si supponga per il momento nota la matrice {\displaystyle \ A_{0}} che propaga gli shock al sistema. Dall'espressione sopra è chiaro che all'istante t si avrà:
{\displaystyle \ \Delta \mathbf {Z} _{t}=\Delta \xi _{t}}
All'istante {\displaystyle t+1} si avrà:
{\displaystyle \ \Delta \mathbf {Z} _{t+1}=\mathbf {F} \Delta \mathbf {Z} _{t}=\mathbf {F} \Delta \xi _{t}}
Iterando, in generale si avrà:
{\displaystyle \ \Delta \mathbf {Z} _{t+k}=\mathbf {F} ^{k}\Delta \xi _{t}}
Ma considerando la relazione tra la forma ridotta del modello VAR e la companion form, si ha che l'effetto di uno shock strutturale, ossia in una delle componenti del vettore {\displaystyle u_{t}}, dopo {\displaystyle k} periodi, sarà descritto per ciascuna variabile del sistema tramite il prodotto tra il vettore degli shock:
{\displaystyle \ A_{0}^{-1}\Delta u_{t}=A_{0}^{-1}{\begin{bmatrix}0\\\vdots \\\Delta u_{jt}\\\vdots \\0\end{bmatrix}}}
e il blocco di dimensioni {\displaystyle \ n\times n} in alto a sinistra nella matrice {\displaystyle \mathbf {F} ^{k}}. Il valore di tale effetto, per diversi valori di {\displaystyle k}, è detto impulse response function (o IRF, dall'espressione inglese per funzione di risposta a un impulso). È comune in letteratura riportare illustrate non solo le IRF, ma anche le IRF cumulate, date dalla somma dei valori della IRF per una serie di indici temporali; com'è facile intuire, le IRF cumulate indicano l'effetto cumulato di uno shock strutturale sulla/e serie di interesse.

## Il problema dell'identificazione e i VAR strutturali
Si consideri un modello VAR in forma ridotta; dalla relazione tra quest'ultima e la forma strutturale si ha:
{\displaystyle \ \varepsilon _{t}=A_{0}^{-1}u_{t}}
Sia {\displaystyle \Gamma =A_{0}^{-1}} per semplicità di notazione. Dall'espressione sopra segue che:
{\displaystyle \ {\textrm {E}}(\varepsilon _{t}\varepsilon _{t}')=\Gamma {\textrm {E}}(u_{t}u_{t}')\Gamma '=\Gamma \Sigma \Gamma '}
dove, per le ipotesi sulla distribuzione del vettore di disturbi strutturali {\displaystyle u_{t}}, {\displaystyle \Sigma } è una matrice diagonale. Nel caso di un VAR con 3 variabili, si avrà, in particolare:
{\displaystyle \ {\textrm {E}}(\varepsilon _{t}\varepsilon _{t}')={\begin{bmatrix}1&\gamma _{12}&\gamma _{13}\\\gamma _{21}&1&\gamma _{23}\\\gamma _{31}&\gamma _{32}&1\end{bmatrix}}{\begin{bmatrix}\sigma _{1}^{2}&0&0\\0&\sigma _{2}^{2}&0\\0&0&\sigma _{3}^{2}\end{bmatrix}}{\begin{bmatrix}1&\gamma _{21}&\gamma _{31}\\\gamma _{12}&1&\gamma _{32}\\\gamma _{13}&\gamma _{23}&1\end{bmatrix}}}
dove la matrice {\displaystyle \Gamma } è stata opportunamente normalizzata. Si hanno dunque 9 parametri distinti: {\displaystyle \gamma _{12}}, {\displaystyle \gamma _{13}}, {\displaystyle \gamma _{21}}, {\displaystyle \gamma _{23}}, {\displaystyle \gamma _{31}}, {\displaystyle \gamma _{32}}, {\displaystyle \sigma _{1}^{2}}, {\displaystyle \sigma _{2}^{2}}, {\displaystyle \sigma _{3}^{2}}, ma soltanto 6 equazioni di stima (le 3 relative alla forma ridotta del VAR, i cui parametri possono essere stimati separatamente, più quelle derivanti dall'espressione sopra). Dunque non tutti i parametri strutturali del sistema possono essere identificati. Questo è più che un problema meramente accademico, in quanto senza conoscere i coefficienti strutturali non è possibile calcolare le impulse response functions (si veda sopra), che sono l'oggetto di principale interesse di chi applica i VAR nella pratica.
Una possibile soluzione è quella di ipotizzare che la matrice {\displaystyle \ \Gamma =A_{0}^{-1}} sia triangolare inferiore:
{\displaystyle \ \Gamma ={\begin{bmatrix}1&0&0\\\gamma _{21}&1&0\\\gamma _{31}&\gamma _{32}&1\end{bmatrix}}}
così che il numero di parametri da stimare si riduce a 6, e si ha esatta identificazione. Questa strategia è nota come decomposizione di Cholesky, o Cholesky causal chain. Sulla base di tale ipotesi, si possono stimare i parametri strutturali come segue: in primo luogo, si osserva che i residui {\displaystyle {\hat {\varepsilon }}_{i}} delle equazioni della forma ridotta sono stime consistenti dei disturbi {\displaystyle \varepsilon _{i}} (si adotta la convenzione per cui i simboli con {\displaystyle {\hat {\varepsilon }}} denota la stima di {\displaystyle \varepsilon }, e così via); dunque essendo {\displaystyle A_{0}} triangolare inferiore si ha:
{\displaystyle \ {\hat {\varepsilon }}_{1}={\hat {u}}_{1}}
Si utilizza questa stima nella seconda equazione della forma strutturale; in particolare, {\displaystyle \ u_{2}} è stimato tramite i residui della regressione:
{\displaystyle \ {\hat {\varepsilon }}_{2}=\gamma _{21}{\hat {u}}_{1}+u_{2}}
Ottenendo inoltre la stima del coefficiente {\displaystyle \gamma _{21}}. Iterando questa procedura, si stimerà {\displaystyle \ u_{3}} tramite i residui della regressione:
{\displaystyle \ {\hat {\varepsilon }}_{3}=\gamma _{31}{\hat {u}}_{1}+\gamma _{32}{\hat {u}}_{2}+u_{3}}
E così via. Le varianze {\displaystyle \ \sigma _{i}^{2}} degli {\displaystyle \ u_{i}}, {\displaystyle i=1,\ldots ,n} possono essere stimate tramite il consueto stimatore della varianza dei disturbi in una regressione lineare.
L'aspetto problematico di una soluzione di questo tipo è che in genere non ci sono ragioni teoriche per cui la matrice {\displaystyle A_{0}^{-1}}, che incorpora una serie di relazioni strutturali (e che dunque dovrebbero avere fondamento teorico), debba avere forma triangolare inferiore. Ciononostante, nella pratica la decomposizione di Cholesky è utilizzata da numerosi software statistici, se non altro per la sua semplicità.
Un'alternativa che non sacrifica la teoria è quella di formulare un modello economico (o utilizzare un modello noto) che giustifichi una serie di restrizioni sui valori dei parametri, che possano essere utilizzate per conseguire l'identificazione del modello. Ad esempio, la teoria economica potrebbe implicare che la matrice {\displaystyle A_{0}^{-1}} sia simmetrica, così che, nell'esempio sopra, {\displaystyle \gamma _{21}=\gamma _{12}}, {\displaystyle \gamma _{31}=\gamma _{13}} e {\displaystyle \gamma _{23}=\gamma _{32}}: il numero dei parametri da stimare si riduce ancora a 6, conseguendo l'esatta identificazione del modello. Questo approccio porta alla formulazione di modelli VAR strutturali. Tuttavia, in questo caso non sono date strategie generali, ma la soluzione dipenderà dal particolare problema oggetto di studio.

## Applicazioni
L'uso principale dei modelli VAR è la previsione di variabili economiche nel tempo; nonostante la loro apparente semplicità, nonché la mancanza di un fondamento teorico almeno per quel che riguarda la forma ridotta, i VAR hanno dato prova nel tempo di una notevole capacità previsiva, superiore a quella dei modelli strutturali che li hanno preceduti.
I VAR hanno trovato applicazione storicamente nell'ambito della macroeconomia, come strumento statistico per prevedere gli effetti delle manovre di politica economica. Più di recente sono stati utilizzati nella finanza, nonché in una varietà di altre discipline economiche.